# Konstruktywizm (stosunki międzynarodowe)
Konstruktywizm w stosunkach międzynarodowych – jedna z głównych orientacji teoretycznych w stosunkach międzynarodowych. Konstruktywizm ukształtował się w latach osiemdziesiątych XX wieku w odpowiedzi na założenia teoretyczne neorealizmu i neoliberalizmu. Zwolennicy tego poglądu, opierając się na konstruktywizmie społecznym, krytykowali pozytywistyczne podejście do stosunków międzynarodowych. 
Konstruktywiści krytykują realistów za reifikowanie takich pojęć jak państwo, interes czy potęga. Dla realistów elementy te są obiektywnie dane i niezależne od ludzkiej świadomości, natomiast konstruktywiści wskazują na ich społeczne podłoże. Interesy państw wynikają z ich tożsamości, a te są historycznie i kulturowo zmienne.
Najbardziej znanymi konstruktywistami w stosunkach międzynarodowych są Alexander Wendt, Friedrich Kratochwil czy Nicholas Onuf.  